# Лабико
Лабико (итал. Labico) је насеље у Италији у округу Рим, региону Лацио.
Према процени из 2011. у насељу је живело 4408 становника. Насеље се налази на надморској висини од 358 м.

## Становништво
| 1936. | 1951. | 1961. | 1971. | 1981. | 1991. | 2001. | 2011. |
| ----- | ----- | ----- | ----- | ----- | ----- | ----- | ----- |
| 1.884 | 2.110 | 1.964 | 1.836 | 1.996 | 2.488 | 3.734 | 5.979 |